# Mangfallplatz
Mangfallplatz - stacja końcowa metra w Monachium, na linii U1. Stacja została otwarta 8 listopada 1997.